# Sân bay quốc tế Voronezh
Sân bay quốc tế Voronezh (tiếng Nga: Международный аэропорт Воронеж) (IATA: VOZ, ICAO: UUOO) (cũng viết là Sân bay Chertovitskoye) là một sân bay ở Nga, nằm cách Voronezh 11 km về phía bắc. Sân bay này đã được không quân Liên Xô và sau đó là không quân Nga sử dụng đến thập niên 1990, bao gồm các đơn vị:
- 55 IISAP bay MiG-25, Su-24, và Su-17C (một vài nguồn tin cho thấy có máy bay 455 IISAP)[1] This regiment is now the 455 BAP of the 16th Air Army, flying Su-24s.[2]
- 5 ODRAO bay Antonov An-30[3]

## Các hãng hàng không và các tuyến điểm
- Armavia (Yerevan)
- Interavia Airlines (Moscow-Domodedovo)
- Polet Airlines (Moscow-Domodedovo, Munich, Prague, Saint Petersburg, Yerevan)